# سحام قرمزي
السُّحَام القرمزي أو المَرَق القرمزي هو أحد مسببات الأمراض النباتية التي تسبب الصدأ على الذرة الرفيعة. مهده شرق أستراليا باستثناء كُوِنزِلَند. اكتشف كوك العامل الممرض في عام 1876.  تُعد في أسترالية آفة.